# 住之江区

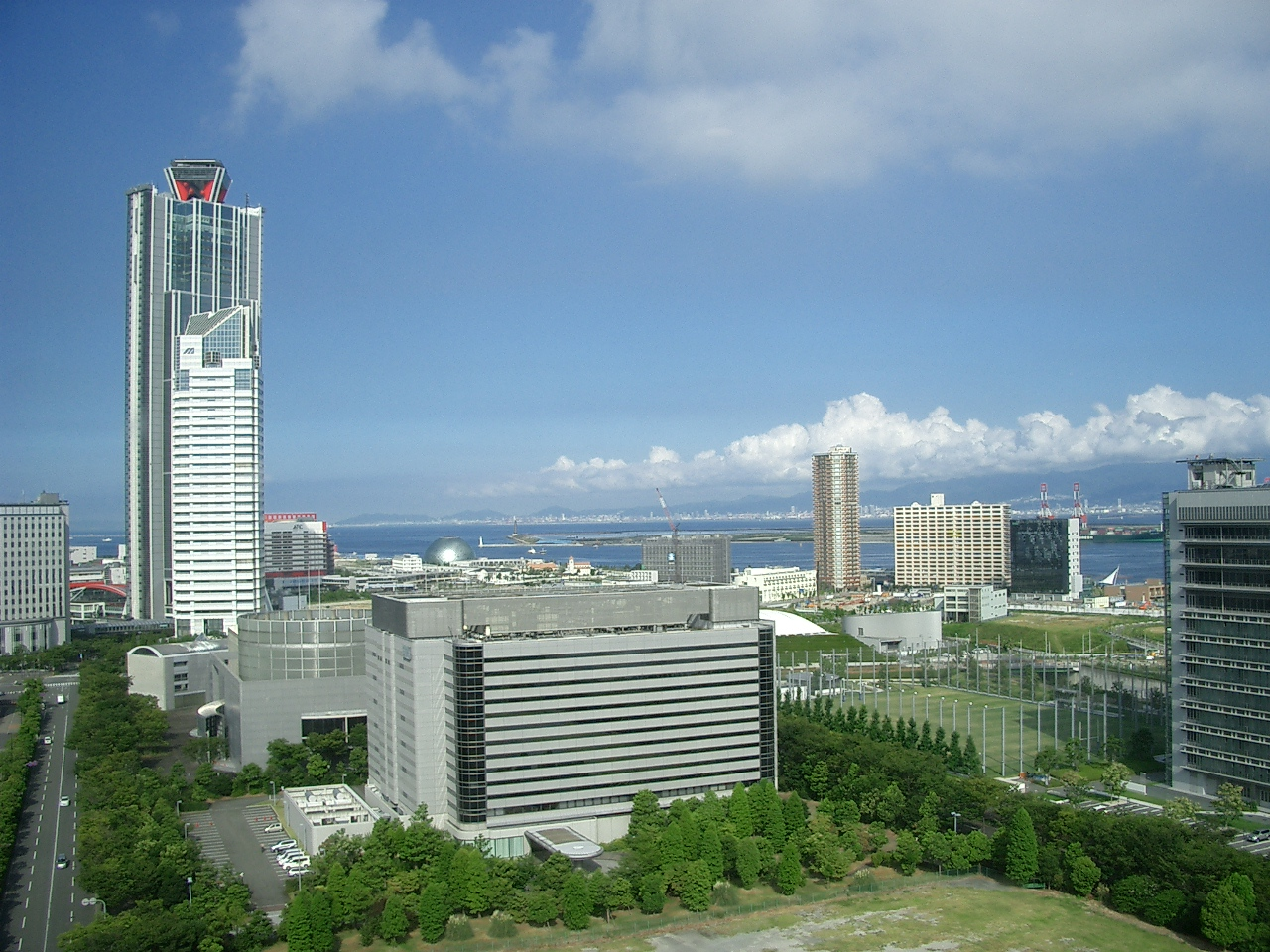
咲洲地区

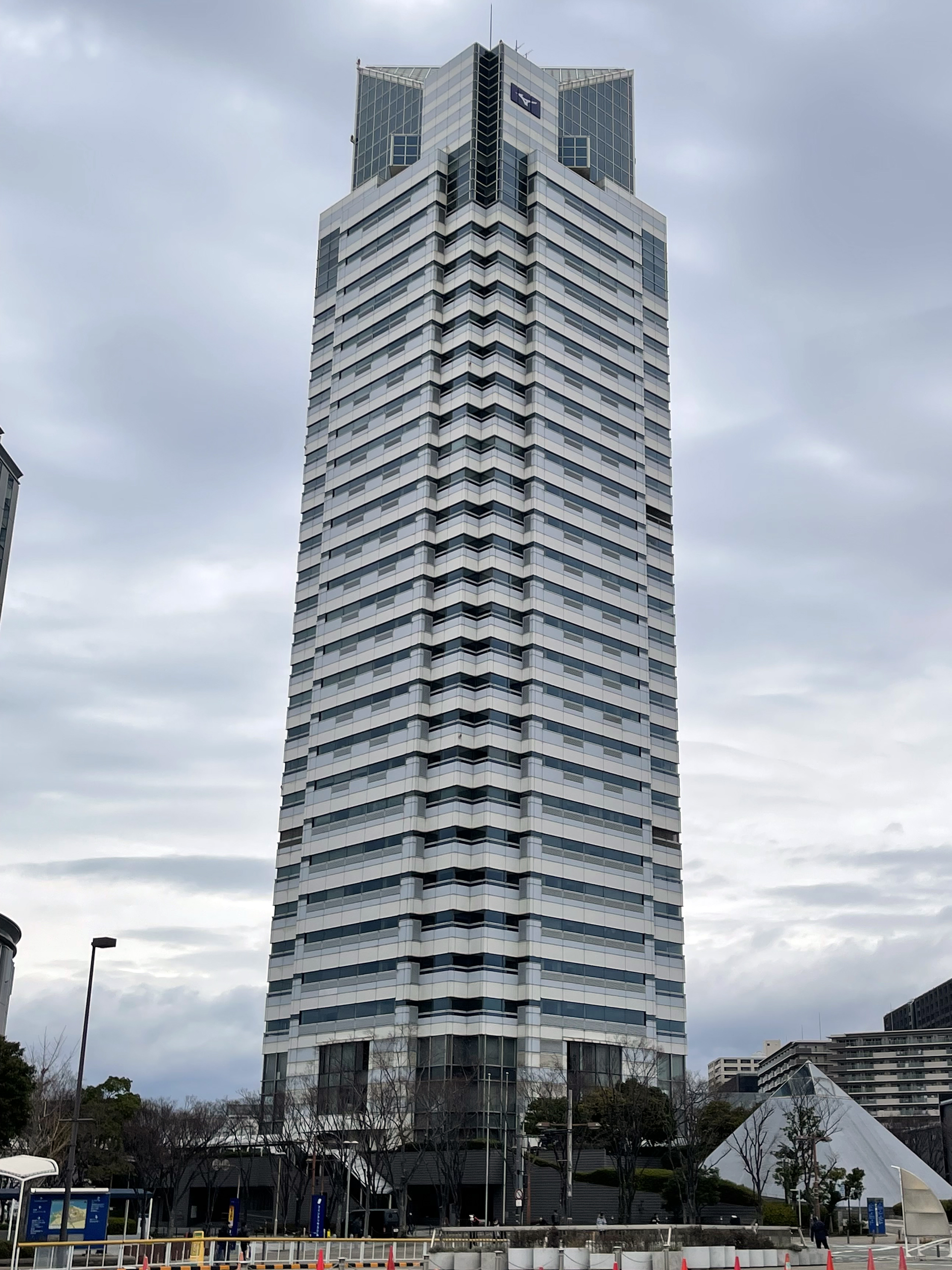
ミズノ本社が入居するミズノクリスタ

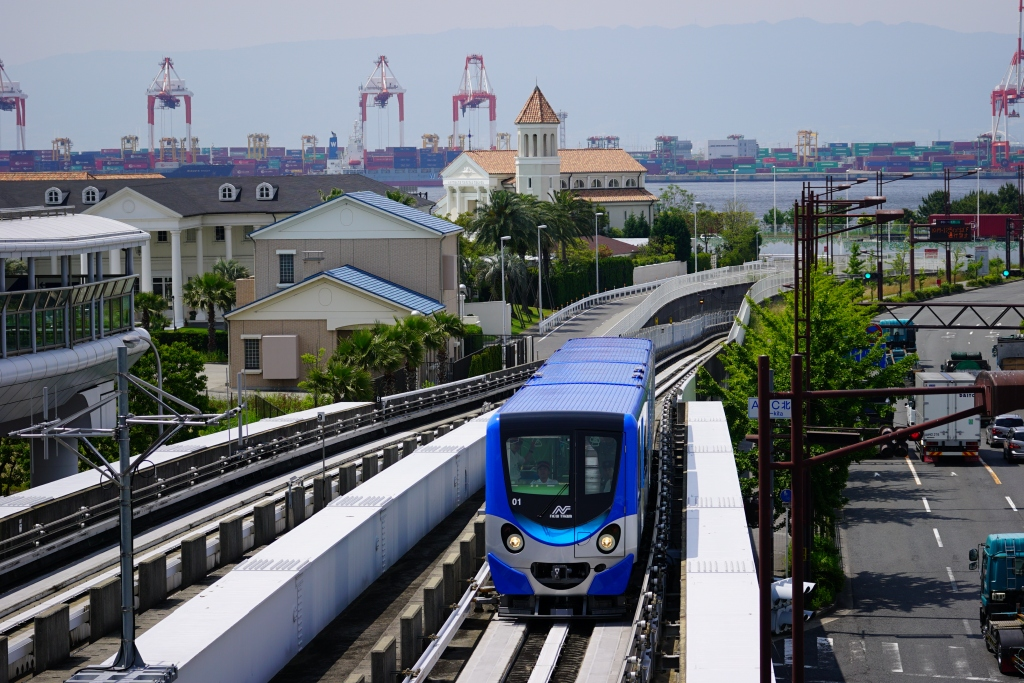
住之江区を走るニュートラム

住之江区（すみのえく）は、大阪市を構成する24行政区のうちの一つ。

## 概要
大阪市の南西に位置する行政区である。1974年7月22日に住吉区から西部を分離して成立した。現行の大阪市24区のうちでは最も広い面積を有する。
上町台地の西側に広がり、平坦な地形となっている。古代は地域の大半が海だったが、大阪湾の沖積活動により砂州が形成され、陸地化が進んでいったと考えられる。古代の海岸線は現在の阪堺電気軌道阪堺線付近、中世の海岸線は現在の阪神高速15号堺線付近と考えられている。江戸時代の新田開発、明治時代以降の埋め立てによって、現在の陸地が形成されている。
区の名称は、古代から付近一帯が「住之江」と呼ばれていたことに由来する。『古事記』『日本書紀』『万葉集』など古代の文章や和歌ではこの地は墨江・住吉・清江などと記され、いずれも「すみのえ」と読ませている。
現代の地理では墨江（すみえ）・住吉（すみよし）・住之江は異なる地域を指し、また清江（きよえ）は住之江区内の小学校の名称として採用されているが、語源としては同一の地名を由来としていることになる。
なお「住之江区」の区名は現住之江区発足以前にも、1925年の西成区新設の際に区名候補として、また1943年の住吉区・阿倍野区・東住吉区の分区の際に現住吉区の区名候補として、それぞれ検討されたことがあるが、いずれも実現しなかった。また、分区の際には「西住吉区」などが候補に挙がっていたが、既に「住之江」の名称が住之江公園や住之江競艇場などで使われていたことで名を知られていたこともあり、協議の結果「住之江区」と決定した。

## 歴史
古代・中世には現区域の大半は海で、住吉浦・敷津浦などと呼ばれる海原が広がり、南北に海浜が延びていたと考えられている。
室町時代末期には上町台地上にある熊野街道に代わり、紀州街道が主要街道となった。これにより粉浜や安立（安立町）が街道筋として発達することになった。
江戸時代後期には新田開発が進み、おおむね十三間堀川（現：阪神高速15号堺線）以西に北島新田・加賀屋新田などの新田が形成されていった。この地で新田開発が進んだ背景として、大和川の付け替え工事（1704年）によって川が流す土砂の堆積が進んだことで、新田開発に有利に働いたことが挙げられる。
明治時代の町村制施行により、現住之江区の区域には住吉郡墨江村・敷津村・安立町・住吉村と西成郡粉浜村が成立した。
墨江村は浜口村（現：浜口付近）・島村（現：住之江付近）と、現住吉区域の殿辻村・沢の口村・遠里小野村・南浜口村・長峡町が合併して成立した。
敷津村は南加賀屋新田・北加賀屋新田・村上新田・北島新田・柴谷新田・桜井新田・嬰木（みどりき）新田・庄左衛門新田が合併して成立した。江戸時代後期の新田開発前、この地付近の海が敷津浦と呼ばれていたことから、敷津村の村名となった。
安立町は、安立町と七道領村が合併して成立した。七道領村は、大和川の付け替えにより分断された住吉郡七道村のうち大和川以北の部分に当たる（七道村南部は町村制で大鳥郡向井村となり、現在の堺市堺区）。
住吉村は大半が現在の住吉区北西部と阿倍野区南西部の区域に当たるが、現在の住吉公園周辺も住吉村に属していた。
粉浜村は中在家・今在家の2村が合併して成立した。中世までは粉浜村として一つの村だったが、1453年の火災による移住で2つの村に分かれた。しかし村の境界が交錯するなどしていたため1886年に合併して粉浜村となり、町村制でもそのまま粉浜村となった。
明治時代後期より大正時代ごろにかけ、南海鉄道の沿線に当たる粉浜や安立など現在の区東部に相当する地域では、市街地化・人口の増加が進んだ。また北加賀屋付近は明治時代後期ごろまでは農村だったが、第一次世界大戦（1914年）を契機に木津川筋に造船所が進出し、これに伴って住宅地・工業地帯へと変化していった。
大阪市の第二次市域拡張により、1925年に現区域に当たる町村が大阪市に編入された。大阪市編入の際、当初案では西成郡今宮町・玉出町・津守村・粉浜村と東成郡敷津村・墨江村・安立町（現在の住之江区と、西成区の大半・住吉区南西部に相当）で一つの行政区を設置することも検討されたが、最終的には旧住吉郡の全町村に東成郡天王寺村を加えた形で住吉区が設置された。一方で粉浜村は西成区に属している。
大阪市編入の際の新町名については、原則として旧町村時代の大字をそのまま引き継いだが、例外として旧墨江村島は住吉区住之江町に改称された。旧粉浜村は全域が西成区粉浜町となったが、2年後の1927年に4町への細分化が実施されている。
町名についてはその後、土地区画整理などにより細分化・複雑化していった。
1943年には大阪市の行政区境界見直しが行われた。住吉区は住吉・阿倍野・東住吉の3行政区に分離したが、現住之江区域は住吉区に属した。この時に粉浜を西成区から住吉区に編入している。
現在の平林は明治時代以降埋め立て・開発が進んだ地域である。平林は太平洋戦争中には高射砲陣地などとして使用されたが、1950年代以降大正区小林から移転される形で貯木場として再整備された。製材業者は大正時代以降大正区に集中していたが、地盤沈下や大正内港造成などに伴う代替地として平林が選ばれ、製材業者が移転している。
区の西部の南港については、昭和初期より開発計画が始まった。大正区船町にあった木津川飛行場の代替として、南港に国際空港を建設する計画もあったが、計画は中止されている。現在の南港東の南東部まで埋立造成が進んだ時点で太平洋戦争による中断が入った。1958年より埋め立て・開発が再開され、1980年代までに完成した。南港（咲洲）内のニュータウン・南港ポートタウンについては、1977年11月より入居が開始されている。
区南部の北島地区は1960年代まで農地で、金時にんじんの畑が広がっていた。しかし当時の都市化の動きや、隣接する平林や南港の開発を背景に、1966年に都市計画が決定した。都市計画は1970年に着工し、北島地区は宅地へと変化していった。
1974年7月22日に住吉区から西部を分離して住之江区が発足した。細江川（細井川）以北は南海本線を、細江川以南は阪堺電気軌道阪堺線を区の境界とした。
住之江区発足と同時に、南港地区を除く全域で住居表示を実施した。大半は旧来の地名を生かして町名を設定したが、この時に旧来の釜口町（現在の平林北・平林南）、庄左衛門町（現：西加賀屋）、嬰木町（現：西加賀屋）の町名が消え、また従来の南加賀屋町の一部と北島町の一部で新たに泉の町名を設定している。また南港地区は1982年に住居表示を実施した。

### 年表
（大阪市編入前）
- 12世紀 - 粉浜の集落ができる。
- 1704年 - 大和川を付け替え。
- 1723年 - 北島新田の開発に着手。
- 1754年 - 加賀屋新田会所ができる。
- 1873年8月 - 住吉公園を設置。
- 1879年2月 - 住吉郡役所を安立町に設置。
- 1881年1月 - 住吉郡役所、東成郡天王寺村に移転し、東成・住吉両郡の役所事務を合同で実施。
- 1885年12月 - 阪堺鉄道（現：南海本線）、難波〜大和川間開通。
- 1886年3月 - 中在家村・今在家村が合併。粉浜村となる。
- 1889年4月 - 町村制に基づく住吉郡敷津村・墨江村・安立町・住吉村、西成郡粉浜村を設置。
- 1896年4月 - 住吉郡が東成郡に合併。
- 1911年12月 - 阪堺電気軌道（現：阪堺線）が開通。

（大阪市編入以降）
- 1925年
  - 4月 - 大阪市第二次市域拡張。旧敷津村・墨江村・安立町・住吉村は住吉区、旧粉浜村は西成区粉浜町となる。
  - 大阪市立桃山病院津守分院を西成区津守町（後の大阪市立住吉市民病院敷地）に設置。
- 1927年10月 - 阪堺電鉄（1944年大阪市電阪堺線、通称三宝線）が開通。
- 1930年10月 - 住之江公園が開園。
- 1932年 - 平林地区の埋め立てが完了。
- 1933年7月 - 南港の埋め立て工事着工（太平洋戦争により中断）。
- 1937年4月 - 住吉郵便局（現：住之江郵便局）が浜口町に移転。
- 1940年 - 大阪市立住吉商業学校（現：大阪市立住吉商業高等学校）が開校。
- 1943年4月1日 - 大阪市の行政区再編で第二次住吉区となる。粉浜の大部分と津守町の一部を住吉区に編入。北加賀屋町の一部・桜井町の一部を西成区（現：南津守の一部）に変更。
- 1944年2月 - 住吉消防署（現：住之江消防署）を北加賀屋町に開設（今宮消防署より分離）
- 1945年 - 大阪大空襲により区内に被害。栗本鐵工所加賀屋工場・藤永田造船所・住吉商業学校・大阪市立安立国民学校（現：大阪市立安立小学校）・民家などが被災。
- 1947年8月 - 粉浜本町三丁目に住吉区役所出張所を設置。
- 1948年12月 - 住之江競輪場を開設（住之江公園内）。
- 1950年
  - 8月 - 住吉区役所出張所、浜口西二丁目に移転。
  - 10月 - 大阪市立住吉市民病院を開設（大阪市立桃山病院津守分院などを母体として新設）。
- 1952年 - 平林貯木場の供用開始。
- 1956年6月 - 住之江競艇場を開設。
- 1958年7月 - 南港の埋め立て工事を再開。
- 1964年3月 - 住之江競輪場を廃止。
- 1968年10月 - 大阪市電阪堺線（三宝線）を廃止。
- 1970年
  - 3月 - 阪神高速15号堺線が開通。
  - 7月 - 住吉消防署（現：住之江消防署）が御崎四丁目の現在地に移転。
- 1971年
  - 平林地区への木材業者移転完了。
  - 7月24日 - 大阪南港フェリーターミナルが開業。
- 1972年
  - 4月 - 大阪市立助産婦学院（現：大阪市立助産師学院）が住吉市民病院内に開校。
  - 11月9日 - 大阪市営地下鉄四つ橋線玉出〜住之江公園間開通。
- 1974年7月15日 - 港大橋が開通。

（住之江区発足以降）
- 1974年
  - 7月22日 - 住之江区発足。御崎三丁目（現在地）に区役所を設置。南港地区を除く全域で住居表示を実施。
  - 10月 - 住吉高灯籠を現在地に復元。
- 1976年10月 - 住之江消防署が発足（住吉消防署を分離し、旧住吉消防署から改称）。
- 1977年
  - 4月 - 大阪府立住之江高等学校（現：大阪府立咲洲高等学校）開校。
  - 11月
    - 南港ポートタウン入居開始。
    - 大阪市立住之江図書館が開館。
- 1978年4月 - 大阪市立住之江養護学校（現：大阪府立住之江支援学校）が開校。
- 1980年
  - 3月
    - 住之江郵便局が新北島五丁目に移転。
    - 玉出社会保険事務所が西成区玉出西一丁目から北加賀屋二丁目に移転。

  - 6月 - 南海本線玉出〜大和川間高架化完成。
- 1981年3月16日 - 大阪市交通局南港ポートタウン線（ニュートラム）住之江公園〜中ふ頭間が開通。
- 1982年2月1日 - 南港地区で住居表示実施。
- 1983年
  - 4月
    - 相愛大学・相愛女子短期大学が南港に移転。
    - 住之江警察署を開設（住吉警察署から分離）。

  - 9月 - 大阪南港野鳥園が開園。
- 1984年4月 - 大阪府立港南高等学校（現：大阪府立港南造形高等学校）開校。
- 1985年 - インテックス大阪が開業。
- 1994年 - アジア太平洋トレードセンター (ATC) 開業。
- 1995年 - 大阪ワールドトレードセンタービルディング（現：大阪府咲洲庁舎）完成。
- 1997年12月18日 - 大阪港トランスポートシステム (OTS) ニュートラムテクノポート線中ふ頭〜コスモスクエア間、テクノポート線大阪港〜コスモスクエア間が開業。
- 2005年7月1日 - OTS線が大阪市交通局に編入され、南港ポートタウン線（ニュートラム）および中央線の一部となる。
- 2007年
  - 4月 - 森ノ宮医療大学が南港に開学。
  - 9月 - 金剛学園が南港に移転。
- 2019年6月28日−29日 - インテックス大阪にて、第14回20か国・地域首脳会合（G20大阪サミット）開催

## 交通機関

### 鉄道
区内を走行している鉄道路線は私鉄、地下鉄であり、大阪市内で唯一JRが通っていない区である（駅が設置されていない区も含めると東成区、西区、東淀川区、旭区、生野区も該当する）。
大阪市高速電気軌道 (Osaka Metro)
 四つ橋線：玉出駅（駅施設の大半は西成区にあるが、住所は住之江区）- 北加賀屋駅 - 住之江公園駅
 中央線：コスモスクエア駅
 南港ポートタウン線：コスモスクエア駅 - トレードセンター前駅 - 中ふ頭駅 - ポートタウン西駅 - ポートタウン東駅 - フェリーターミナル駅 - 南港東駅 - 南港口駅 - 平林駅 - 住之江公園駅（全線区内）
南海電気鉄道
 南海本線：住ノ江駅（粉浜駅～住吉大社駅間は住吉区との境界部を走る。両駅とも住吉区に所在）
阪堺電気軌道
 阪堺線：細井川（細江川）以南は住吉区との境界部を走る。細井川停留場、安立町停留場、我孫子道停留場は登記上全て住吉区内にある。

### バス
- 大阪シティバス - 区内に住之江営業所がある。
- 南海バス
- 北港観光バス

### 道路
高速自動車国道
- 区内は路線なし。

阪神高速道路
- 4号湾岸線：南港北出入口 - 南港中出入口 - 南港南出入口
- 5号湾岸線：南港北出入口
- 15号堺線：住之江出入口

一般国道
- 国道26号
- 国道479号（長居公園通大阪内環状線）

主要地方道
- 大阪府道5号大阪港八尾線（南港通）
- 大阪府道29号大阪臨海線（新なにわ筋）
- 大阪府道42号住吉八尾線

その他の一般府道
- 大阪府道179号住吉八尾線（大和川通）

大阪市道幹線道路
- 住之江通
- 新木津川大橋
- 大阪港咲洲トンネル
- 夢咲トンネル

### 港
- 大阪南港
  - フェリーターミナル
  - 国際フェリーターミナル
  - コスモフェリーターミナル
  - かもめフェリーターミナル

### 渡船
- 木津川
  - 木津川渡　大正区船町二丁目 - 住之江区平林北一丁目 - 日中45分毎。

## 教育
区内には大学2校（私立2校）、高等学校3校（公立2校・私立1校）、小中一貫校1校（公立1校）、中学校7校（公立6校・私立1校）、小学校14校（公立13校・私立1校）、特別支援学校1校（公立1校）などがある。

### 大学
大学はいずれも南港地区に、相愛大学、森ノ宮医療大学の2大学が設置されている。相愛大学は1983年に現在地に移転し、また森ノ宮医療大学は2007年に開学した。
かつて相愛大学と同じ敷地内に相愛女子短期大学が設置されていた。しかし、相愛大学人間発達学部に改組する形で学生募集を停止し、2007年3月に閉校した。

### 高等学校
高等学校は区内に、大阪府立住吉商業高等学校（旧・大阪市立住吉商業高等学校）、大阪府立港南造形高等学校（旧・港南高等学校）と、私立の大阪金剛インターナショナル高等学校が設置されている。
大阪府立住吉商業高等学校は1940年、大阪市立住吉商業学校として住吉区南加賀屋町（住之江区御崎）の現在地に設置された。学制改革により1948年に新制の大阪市立住吉商業高等学校となった。太平洋戦争終戦直後の一時期は南区に移転していたが、1952年に現在地に校舎を復帰している。創立以来大阪市立だったが、2022年4月1日付で大阪府立として移管された。
大阪府立港南造形高等学校は造形系学科のみを設置する全日制高等学校で、大阪府立港南高等学校として1984年に開校した。当初は普通科と造形系学科を有する複合高等学校であったが、2003年度に普通科を募集停止、造形系の専門の高等学校に改編され、現在の校名に改称している。
金剛学園はかつて西成区に校舎があったが、なにわ筋の延伸に伴い同校敷地が道路予定地となったため、2007年9月に南港地区に移転した。
これらの他に、1977年に開校した大阪府立住之江高等学校（全日制普通科）があったが、クリエイティブスクール（法的には定時制に当たる多部制で単位制普通科）の大阪府立咲洲高等学校へ改編された後、2018年3月末をもって閉校した。

### 中高一貫校
中高一貫校は、2019年4月に公設民営学校として開校した大阪府立水都国際中学校・高等学校（2021年度までは大阪市立。2022年4月1日付で大阪府立に移管）がある。
国家戦略特区制度（国家戦略特別区域法における学校教育法の特例）を活用した全国初の公設民営による併設型の中高一貫教育校である。
設置者は大阪府（2021年度までは大阪市）、管理・運営は学校法人大阪YMCAが行う。

### 小中一貫校
児童数の減少により、小学校と中学校の統廃合による再編が検討された結果、2018年4月1日に南港緑・南港渚両小学校と南港南中学校を統合し、南港南中学校敷地で大阪市立南港みなみ小学校・大阪市立南港南中学校（咲洲みなみ小中一貫校）が開校した。

### 中学校
中学校は、大阪市立の住吉第一中学校、加賀屋中学校、住之江中学校、新北島中学校、南港北中学校、真住中学校と、私立の大阪金剛インターナショナル中学校が設置されている。
1947年の学制改革で新制中学校制度が発足した際、当時の住吉区に4中学校が設置された。うち現在の住之江区域には、住吉第一中学校、住吉第二中学校（のち大阪市立南稜中学校）の2校が設置された。
住吉第一中学校は、高等科のみを設置していた旧制西粉浜国民学校の敷地を転用し現在地に設置された。また南稜中学校は粉浜小学校内に仮校舎を設置して開校し、住吉商業高等学校に仮校舎を移転したのち、住吉区御崎町二丁目（現：住之江区御崎四丁目）に独立校舎を構えた。
地域の生徒数が増加したため、1953年に住吉第一中学校より加賀屋中学校を分離した。さらに1960年代以降の区南部での住宅開発で生徒が急増したことに伴い、1973年には南稜中学校から住之江中学校が分離開校し、さらに3年後の1976年には住之江中学校から新北島中学校が分離開校している。
南港地区ではポートタウンの街づくりの進展に伴い、南港北（1977年）・南港南（1983年）の2中学校が新設された。
1993年には、南稜中学校と加賀屋中学校の校区を再編する形で、御崎二丁目に真住中学校を新設した。これに伴い南稜中学校は廃校となっている。

### 小学校
小学校は区内に、大阪市立の粉浜小学校、安立小学校、敷津浦小学校、加賀屋小学校、住吉川小学校、北粉浜小学校、住之江小学校、平林小学校、加賀屋東小学校、新北島小学校、南港光小学校、南港桜小学校、清江小学校と、私立の大阪金剛インターナショナル小学校の14校が設置されている。
1872年の学制発布を受け、現住之江区域ではいずれも1874年、住吉郡北島新田、西成郡今在家村・中在家村に小学校が設置された。北島新田の小学校は現在の敷津浦小学校に当たる。また今在家・中在家の学校は1877年に合併し、現在の粉浜小学校となった。
安立町では墨江村・住吉村と連合で小学校（現：墨江小学校）を設置していたが、1910年に町独自の小学校として安立小学校が開校した。
木津川筋の造船業の発展を背景に北加賀屋付近の人口が増加したため、1918年に現在の加賀屋小学校が開校している。
1947年の学制改革により、現区域では粉浜・安立・敷津浦・加賀屋の4小学校が発足した。1950年には加賀屋小学校の過密化対策として分校が設置され、分校は1953年に独立して住吉川小学校となった。
さらに1960年代から1970年代にかけては地域の宅地化が進んだことで既存校が過密化したため、北粉浜小学校・住之江小学校（1965年）、平林小学校（1971年）、加賀屋東小学校（1972年）、新北島小学校（1976年）が次々と開校している。
また1977年に入居を開始した南港ポートタウン地区では、南港光（1977年）・南港緑（1980年）・南港桜（1981年）・南港渚（1982年）の4小学校が開校している。
住之江小学校は1995年、南稜中学校跡の現在地に移転している。2000年には住之江・安立の両小学校の校区を再編し、旧住之江小学校跡に清江小学校が開校した。

### 特別支援学校
区内には知的障害児対象の特別支援学校として、大阪府立住之江支援学校が設置されている。同校は1978年に開校し、初等部・中等部・高等部を設置する。

### 専修学校
南港北一丁目に大阪エンタテインメントデザイン専門学校が設置されていた（2014年開校、2021年休校、2022年廃止）。
かつて東加賀屋一丁目に大阪市立住吉看護専門学校が設置されていたが、1996年に都島区に移転している（2009年閉校）。また、かつて北加賀屋一丁目に日本写真映像専門学校があったが、2007年に東住吉区矢田に移転している。

### 各種学校
各種学校は区内に南大阪朝鮮初級学校（北加賀屋一丁目）が設置されている。
南大阪朝鮮初級学校は、前身校が1946年に西成区などに設置されたのち、統廃合などの変遷を経て1968年に現在地に創立している。

### 幼稚園
（公立）
- 大阪市立粉浜幼稚園 - 1924年粉浜村立粉浜幼稚園として開園。1925年大阪市への編入に伴い大阪市立となる。

（私立）
- アスール幼稚園 - 1983年創立
- 加賀幼稚園 - 1951年創立
- 住の江幼稚園 - 1978年創立
- 中かがや幼稚園 - 1953年創立
- 南港幼稚園 - 1979年創立
- 開成幼稚園幼児教育学園（2011年南港さくら幼稚園幼児教育学園より改称） - 1982年創立
- 御崎幼稚園 - 1953年創立
- 大和幼稚園 - 1954年創立

## 名所・旧跡・観光スポット・施設
- 大阪護國神社
- 霰松原
- 住吉公園
- 住之江公園
- 加賀屋緑地
  - 加賀屋新田会所
- 南港中央公園
  - 大阪市南港中央野球場
- 大阪南港野鳥園
- 大阪南港魚つり園
- 住之江競艇場
- MAG'Sスミノエ
- 大阪市立住之江図書館
- クリエイティブセンター大阪
- アジア太平洋トレードセンター (ATC)
- 大阪府咲洲庁舎（旧称・大阪ワールドトレードセンタービルディング、愛称・コスモタワー）
- インテックス大阪
- グランドプリンスホテル大阪ベイ
- 関西電力南港発電所エル・シティ館（エル・シティ・ナンコウ）※2013年3月から休館

- 住吉公園
- 住吉高灯篭
- 住之江公園
- 大阪南港野鳥園
- インテックス大阪
- 住之江図書館

## 地価
- 中加賀屋二丁目16-9（住宅地）26.2万円
- 浜口西二丁目8-10（住宅地）25.7万円
- 御崎五丁目14-9（住宅地）25.1万円
- 西加賀屋三丁目17-12（住宅地）24.7万円
- 粉浜西二丁目10-21（住宅地）25.5万円
- 粉浜三丁目10-1（商業地）33.8万円
- 粉浜西一丁目2-6（商業地）31.5万円
- 北加賀屋五丁目7-26（準工業地）19.1万円
- 新北島八丁目1-53（準工業地）24.4万円
- 東加賀屋一丁目8-20（準工業地）25.1万円
- 緑木二丁目4-30（工業地）12.4万円
- 平林北一丁目2-27（工業地）10.2万円

1m2あたり・平成16年7月1日現在、国土交通省・平成16年9月21日発表

## 集合住宅

### 大規模マンション
- リバーガーデンコスモスクエア
- ファミリートーク新北島
- エバーグリーン南港ポートタウン
- 大阪市公社かもめ第1コーポ
- 大阪市公社かもめ第2コーポ
- 南港コープうしお
- 南港ポートタウンうしお
- 雇用能力開発機構サン・コーポラス南港
- 近鉄南港ガーデンハイツ
- サンフラワーハイツ南港はなのまち住宅
- 南港フローラルハイツ
- 大阪マリンハイツ

### 住宅団地
- 都市再生機構住吉団地（独特な設計の高層団地として知られている）
- 都市再生機構南港前団地
- 都市再生機構南港ひかりの団地
- 都市再生機構南港わかぎの団地
- 都市再生機構南港しらなみ団地
- 大阪府住宅供給公社住吉団地
- 大阪市住宅供給公社北加賀屋住宅
- 大阪市住宅供給公社コーシャハイツ中加賀屋
- 市営北加賀屋住宅
- 市営敷津浦住宅
- 市営新北島住宅
- 市営住之江住宅
- 市営中加賀屋住宅
- 市営南港住宅
- 市営南港中住宅
- 市営西住之江住宅
- 市営東加賀屋住宅
- 市営平林南住宅
- 市営御崎住宅
- 市営緑木住宅
- 市営大和川住宅
- 大阪府警察南港待機宿舎
- 新和産業社宅
- 穂高鋼業社宅
- 奥村組浜口東社宅

## 住之江区に本社を置く企業
- 大阪港トランスポートシステム
- カナデビア（登記上の本店）
- ミズノ（登記上の本店は中央区）
- 永大産業
- グルメ杵屋
- コクミン（薬局、ドラッグストアを展開）
- 松岡製菓（焼菓子「満月ポン」の製造販売）
- いかるが牛乳
- 南海グリーフサポート（登記上の本店は中央区）
- 第一稀元素化学工業（2019年初旬まで）
- 越井木材工業株式会社
- 吉川運輸株式会社
- 株式会社イワサキ
- 株式会社キヌガワ
- 岩岡印刷株式会社
- 田中手帳株式会社

## 出身者

### 政治
- 東徹 - 衆議院議員・元参議院議員、元大阪府議会議員

### 文化・芸術・芸能
- おかけんた - お笑いタレント、漫才師
- 河合奈保子 - 歌手
- 大塚愛 - シンガーソングライター、画家
- コカドケンタロウ - お笑いタレント、ロッチ
- 小籔千豊 - お笑いタレント、吉本新喜劇
- 辰巳琢郎 - 俳優、タレント
- 中山功太 - お笑いタレント、吉本興業
- ハジメ - お笑いタレント、フォーリンラブ
- 福田麻貴 - お笑いタレント、3時のヒロイン
- 川田裕美 - フリーアナウンサー
- 白倉一成 - ミュージカル俳優

### スポーツ
- 今井メロ - ハーフパイプ、トリノ五輪日本代表
- 黒田博樹 - プロ野球、広島東洋カープ投手
- 高田繁 - プロ野球、横浜DeNAベイスターズGM、元読売ジャイアンツ
- 田上秀則 - プロ野球、福岡ソフトバンクホークス
- 成田緑夢 - ハーフパイプ、スノーボード、トランポリン選手
- 成田童夢 - ハーフパイプ、トリノ五輪日本代表
- 野々口航太 - プロバスケットボール選手（bjリーグ・高松ファイブアローズ所属）
- 濱田武 -プロサッカー選手・徳島ヴォルティス所属
- 三木肇 - プロ野球、元東京ヤクルトスワローズ、元東北楽天ゴールデンイーグルス監督
- 三木仁 - プロ野球、元オリックス・バファローズ
- 丸橋祐介 -プロサッカー選手・セレッソ大阪
- 花園桃花 - 女子プロレスラー

### 住之江区ゆかりの有名人
- 間寛平 - お笑いタレント。高知県生まれ、小学生の時に住之江区に転居。
- 平松邦夫 - 元大阪市長。市長在職当時住之江区在住。
- ゆでたまご - 漫画家（嶋田隆司・中井義則の合同ペンネーム）。嶋田は西淀川区生まれ、中井は浪速区生まれだが、ともに幼少時に住之江区に住み同じ小学校に通ったことが出会いとなった。